# Hamingia pacifica
Hamingia pacifica är en djurart som tillhör fylumet skedmaskar, och som beskrevs av Biseswar, R. 1993. Hamingia pacifica ingår i släktet Hamingia och familjen Bonelliidae. Inga underarter finns listade i Catalogue of Life.